# فانتا
فانتا (بالألمانية: Fanta) تعتبر فانتا علامة تجارية ألمانية مملوكة لأمريكا للمشروبات الغازية بنكهة الفواكهة، التي أنشأتها شركة كوكوكولا دويتشلاند تحت إدارة رجل الأعمال الألماني ماكس كيث. وهناك أكثر من ٢٠٠ نكهة حول العالم. أُنتجت فانتا في ألمانيا كبديل لكوكوكولا في عام ١٩٤٠ نتيجة للحظر التجاري الامريكي لألمانية النازية ، مما أثر على توفر مكونات كوكوكولا. لكن سرعان ما سيطرت فانتا على الأسواق الألمانية بثلاث مليون صندوق مُباع عام ١٩٤٣. تم تطوير الصيغة الحالية لفانتا بنكهة البرتقال، في ايطاليا عام ١٩٥٥.
ويضيف المصدر ذاته أن فولفغانغ شتليغ، المدير الألماني لفرع الشركة في تلك الفترة، قرر عدم الاستسلام، ونظم مسابقة بين موظفيه داعيا إياهم إلى إطلاق العنان لمخيلتهم لتطوير مشروب جديد. ولأن كلمة «مخيلة» في اللغة الألمانية هي «فانتازي» (Fantasie) تم في نهاية المسابقة إطلاق الجزء الأول من الكلمة «فانتا» على المشروب الجديد، الذي ظهر لأول مرة في مدينة إيسن عام 1940.
ويذكر موقع شركة «كوكا كولا»، الشركة الأم التي تتبعها «فانتا»، أنه تم صنع المشروب في البداية من مكونات بسيطة وسهلة التوفر خلال سنوات الحرب. وتم خلط المنتجات وفقا لما توفر من بقايا الطعام، خاصة بقايا التفاح، أو أي فاكهة أخرى.
ومرت العلامة التجارية «فانتا» بتطورات عديدة منذ الحرب العالمية الثانية إلى اليوم، وتنتشر فروعها عبر العالم، وتطور نكهات خاصة بكل بلد، فمثلا هناك فانتا بطعم البرتقال وفانتا بطعم الليمون أو التفاح، ومذاقات أخرى بطعم فواكه أخرى. وهذا ما يميز الشركة عن غيرها من باقي المشروبات الغازية الشهيرة، بحسب ما يرى موقع «بيزنيس إنسايدر».
أبتكر شراب الفانتا خلال الحرب العالمية الثانية في ألمانيا النازية من شركة كوكاكولا الألمانية.

## وصلات خارجية
- الموقع الرسمي